# Chlorochaeta subhyalina
Chlorochaeta subhyalina är en fjärilsart som beskrevs av W. Warren 1899. Chlorochaeta subhyalina ingår i släktet Chlorochaeta och familjen mätare. Inga underarter finns listade i Catalogue of Life.